# North of Boston
North of Boston est un recueil de poèmes de Robert Frost paru en 1914, un an après A Boy's Will.